# Prególia
El riu Prególia (en rus Преголя, en alemany Pregel) és un riu de l'enclavament rus de Kaliningrad. Comença com una confluència de l'Instrutx i l'Angrapa i desemboca al mar Bàltic a través de la llacuna del Vístula. Té una longitud de 123 km, 292 km incloent-hi el riu Angrapa, una conca de 15.500 km² i un cabal mitjà de 90 m³/s.